# Vernasca
Vernasca är en ort och kommun i provinsen Piacenza i regionen Emilia-Romagna i Italien. Kommunen hade 2 073 invånare (2018).